# Starthilfespray
Starthilfespray ist ein Sonderkraftstoff für Verbrennungsmotoren. Um einen Verbrennungsmotor mit Starthilfespray zu starten, wird dieses in die Ansaugluft des Motors eingespritzt. Das Gemisch wird dadurch sehr zündwillig, wodurch der normale Verbrennungszyklus des Motors auch bei ungünstigen Umständen wie z. B. sehr niedriger Außentemperatur oder unzureichender Gemischaufbereitung angestoßen wird.
Beispielhafte Bestandteile
- 2-Methylpentan
- Aceton
- Diethylether
- Diisopropylether
- Propan